# سیارک ۱۶۵۸۸
سیارک ۱۶۵۸۸ (به انگلیسی: 16588 Johngee، نامگذاری:1992ST) شانزده هزار و پانصد و هشتاد و هشتمین سیارک کشف شده‌است که در ۲۳ سپتامبر ۱۹۹۲ کشف شد.